# El Fardou Ben Nabouhane
El Fardou Ben Nabouhane (Passamainty, Mayotte, Francia, 10 de junio de 1989) es un futbolista comorense que juega de delantero en el F. K. Železničar Pančevo de la Superliga de Serbia.
Gracias a sus dos goles, Estrella Roja de Belgrado se clasificó por primera vez para la fase de grupos de la Liga de Campeones de la UEFA en la edición 2018-19.[cita requerida]

## Clubes
| Club                     | País    | Año       |
| ------------------------ | ------- | --------- |
| Le Havre A. C.           | Francia | 2007-2010 |
| Vannes O. C.             | Francia | 2010-2013 |
| PAE Veria                | Grecia  | 2013-2015 |
| Olimpiacos               | Grecia  | 2015-2017 |
| Levadiakos (préstamo)    | Grecia  | 2016      |
| Panionios (préstamo)     | Grecia  | 2016-2017 |
| Estrella Roja            | Serbia  | 2017-2023 |
| APOEL de Nicosia         | Chipre  | 2023-2024 |
| F. K. Železničar Pančevo | Serbia  | 2024-     |

## Palmarés

### Títulos nacionales
| Título                     | Club                      | País   | Año  |
| -------------------------- | ------------------------- | ------ | ---- |
| Superliga de Serbia        | Estrella Roja de Belgrado | Serbia | 2018 |
| Superliga de Serbia        | Estrella Roja de Belgrado | Serbia | 2019 |
| Superliga de Serbia        | Estrella Roja de Belgrado | Serbia | 2020 |
| Superliga de Serbia        | Estrella Roja de Belgrado | Serbia | 2021 |
| Copa de Serbia             | Estrella Roja de Belgrado | Serbia | 2021 |
| Superliga de Serbia        | Estrella Roja de Belgrado | Serbia | 2022 |
| Copa de Serbia             | Estrella Roja de Belgrado | Serbia | 2022 |
| Primera División de Chipre | APOEL de Nicosia          | Chipre | 2024 |